# Субметацентричан хромозом
Субметацентричан хромозом је хромозом чија се центромера не налази на средини већ је померена ка једном крају и дели хромозом на два крака неједнаке дужине.
Тако се на субематентричном хромозому разликују два крака:
- краћи, р крак и
- дужи, q крак.

Субметацентрични хромозоми у кариотипу човека су:
- 2, 4, 5, 6, 7, 8, 9, 10, 11, 12, 17, 18 и Х хромозом.

Жене имају паран, а мушкарци, због присуства једног Х хромозома, непаран број субметацентричних хромозома у кариотипу.